# 前进乡 (长岭县)
前进乡，是中华人民共和国吉林省松原市长岭县下辖的一个乡镇级行政单位。

## 行政区划
前进乡下辖以下地区：
前进村、前高家村、新建村、西沟村、车家屯村、和平村、保卫村、胡家窝堡村、五美村、大邹屯村、龙王村和南城子村。